# سفیدماهی پوزه‌بلند
سفید ماهی پوزه بلند
راسته: Salmoniformes
خانواده:Coregonidae
گونه:nasus Pallas
جنس:Coregonus
مشخصات: تعداد خارها بر روی اولین کمان آبششی این ماهی به طور متوسط ۲۴ عدد می‌باشد. در رود خانه‌های سیبریه، طول این ماهیان تا ۸۶ سانتی‌متر رسیده و وزنی برابر با ۱۶ کیلوگرم پیدا می‌کنند. در منطقه آلپ طول این ماهیان ۶۰–۵۰ سانتی‌متر و وزن آن برابر ۱٫۳ کیلوگرم است.
زیست‌شناسی: زیست‌شناسی، انشار و سایر مشخصات دیگر این ماهی شبیه سفید ماهی گملین (C.pidschian) می‌باشد.
ارزش اقتصادی: سفید ماهی پوزه بلند دارای ارزش اقتصادی است.